# 德川御三家

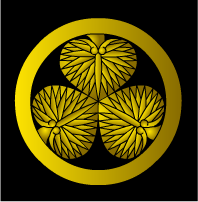
德川御三家的家徽

德川御三家（日语：／ Tokugawa Gosanke），是指日本德川幕府的尾張德川家、紀州德川家和水戶德川家。這三家和後來的御三卿相同，都是作為德川幕府將軍繼承人之列選。
| 御三家     | 御三卿     |
| ---------- | ---------- |
| 尾張德川家 | 田安德川家 |
| 紀伊德川家 | 一橋德川家 |
| 水戶德川家 | 清水德川家 |

## 表列
1. 尾張德川家（尾張家・尾張藩），始祖是德川義直（德川家康的九子）
2. 紀州德川家（紀州家・紀州藩），始祖是德川賴宣（德川家康的十子）
3. 水戶德川家（水戶家・水戶藩），始祖是德川賴房（德川家康的十一子）

## 簡介
德川幕府初代將軍德川家康共有十一子五女（私生子及養子不列入計算），總共十六人。家康特別寵愛九子德川義直、十子德川賴宣，因此在生前便明定，若是本家（將軍家/德川宗家）沒有子嗣繼承將軍之位，便從義直的尾張德川家與賴宣的紀州德川家當中選出下任將軍繼承人。
第三代將軍德川家光與家康十一子德川賴房感情融洽，便將賴房的水戶德川家提昇進入，因此這三家被稱為御三家，但是水戶德川家並無將軍繼承權（末代將軍德川慶喜乃是先被御三卿之一的一橋家收養，才得以繼承將軍之位）。